# 1992–2000
1992–2000 – album kompilacyjny zawierający największe hity niemieckiego zespołu Atari Teenage Riot, wydany 3 lipca 2006 roku przez Digital Hardcore Recordings.

## Lista utworów
1. „Speed” - 2:48
2. „Destroy 2000 Years of Culture” - 3:48
3. „Revolution Action” - 4:07 (+ „By Any Means Necessary” - 1:40)
4. „Deutschland (Has Gotta Die!)” (Remix) - 2:51
5. „Rage” (Alec Vocal Version) (feat. Tom Morello) - 3:49
6. „Into the Death” - 3:24
7. „Riot 1995” - 3:59
8. „Midijunkies” - 5:14
9. „Start the Riot!” - 3:35
10. „Too Dead for Me” - 4:23
11. „Atari Teenage Riot” - 3:35
12. „Get Up While You Can” (Alternate Mix) - 3:25
13. „You Can't Hold Us Back” - 3:59
14. „Delete Yourself! You Got No Chance to Win!” (na żywo w Glasgow 17.10.1993) - 4:30
15. „Sick to Death” - 3:39
16. „Western Decay” - 5:49
17. „Kids Are United!” - 3:38
18. „Hetzjagd (Auf Nazis!)” - 4:45 (utwór Aleca Empire’a z SuEcide (pt.2))